# Nuez de Kola-coca
El Jarabe Superior de Nuez de Kola-coca, también llamado Nuez de Kola-coca o simplemente Kola-coca, fue una bebida elaborada a partir de hojas de coca (Erythroxylum coca), nuez de cola (Cola acuminata) y agua fresca por  Destilerías Ayelo en Ayelo de Malferit de la provincia de Valencia, España.
En 1885, el Jarabe Superior de Kola-coca fue presentado en un concurso en Filadelfia, EE. UU., por uno de los propietarios de Destilerías Ayelo y el responsable de las ventas, Bautista Aparici Belda. Un año después, en 1886, farmacéutico estadounidense John Stith Pemberton creó la bebida Coca-Cola, cuya única diferencia era la de usar agua carbonatada en lugar de agua fresca.
Tras la Guerra civil española y su posguerra, la bebida dejó de producirse. En 1953, ejecutivos de The Coca-Cola Company visitaron Ayelo de Malferit y adquirieron los derechos del nombre al entonces propietario Joaquín Juan Sanchis. La empresa valenciana dejó de producir Kola-coca pero en su lugar empezó a ofrecer una versión alcohólica denominada Licor de Nuez de Kola-Coca.
Destilerías Ayelo continúa ofreciendo Licor de Nuez de Kola-coca al día de hoy.
En 2018, Lucía Mompó, vinculada familiarmente a Aielo de Malferit, creó Malferida. Malferida es una bebida a base de nuez de cola y estevia, recuperando la tradición valenciana de hacer refrescos a base de cola.